# Aus den Memoiren einer Filmschauspielerin
Aus den Memoiren einer Filmschauspielerin er en tysk stumfilm fra 1921 af Frederic Zelnik.

## Medvirkende
- Lya Mara
- Ernst Hofmann
- Wilhelm Diegelmann
- Ilka Grüning
- Richard Georg
- Charles Puffy
- Hermann Picha
- Fritz Schulz
- Paul Westermeier